# Josef Linder
Josef Linder (* 1887 in Violau; † nach 1928) war ein deutscher Architekt, der vor allem in Penzberg arbeitete.

## Leben
Wahrscheinlich studierte er in München Architektur, wo er nach dem Ersten Weltkrieg von Dezember 1918 bis März 1920 wohnte. Danach zog er nach Penzberg, da er dort als Stadtbaumeister angestellt wurde. Er betreute zunächst den Umbau des Hauses Karlstraße 25 zum Rathaus und war mit der Entwicklung eines Generallinienbauplans für Penzberg beauftragt.

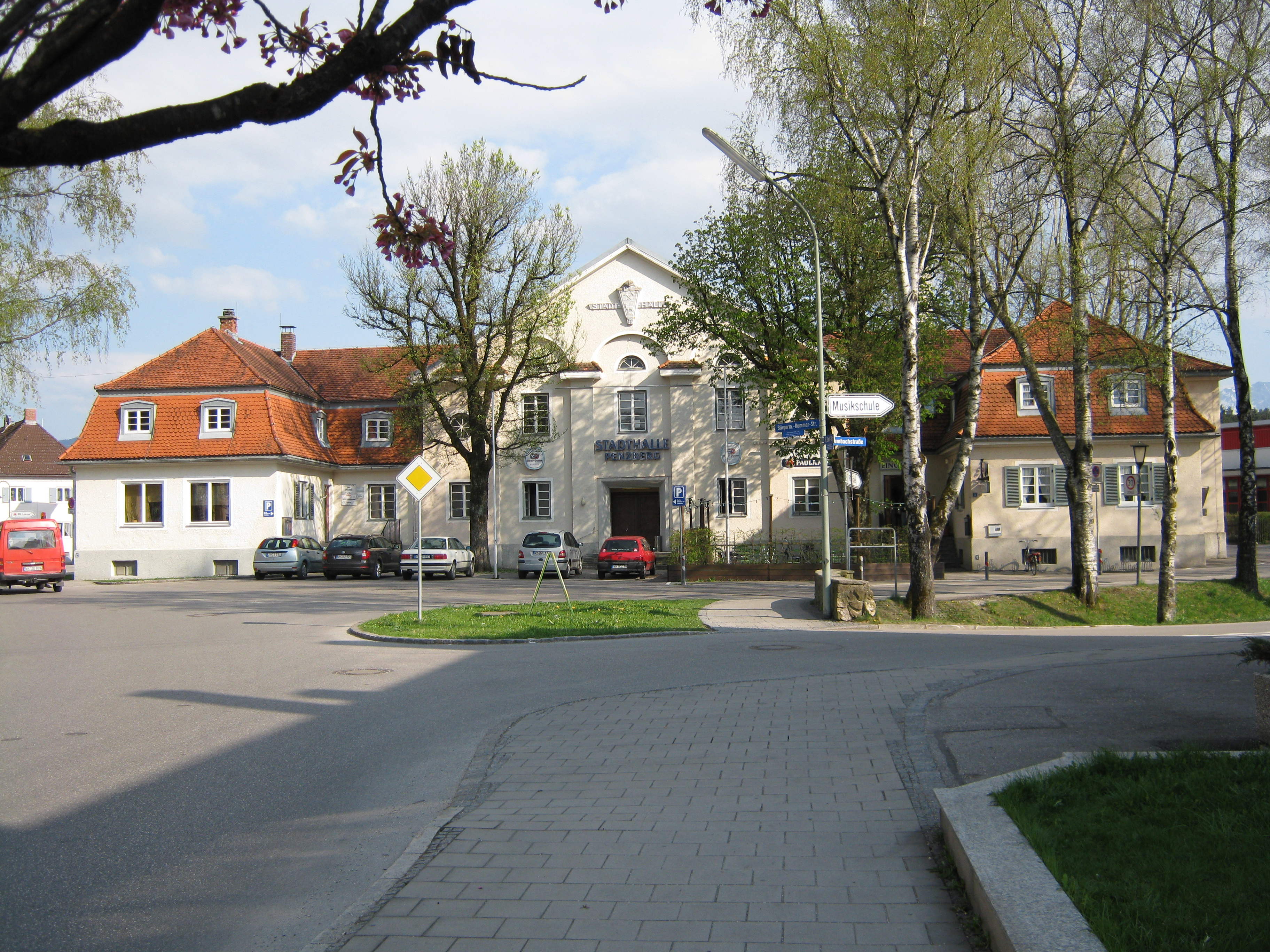
Stadthalle in Penzberg

Zusammen mit dem Architekten Emil Freymuth entwarf er den Bau der unter Denkmalschutz stehenden Gebäude Philippstraße 19–23 und Zweigstraße 4–6, wo die Landpolizei einzog. Ebenso planten sie das Gebäude Philippstraße 35, ursprünglich ein Geschäftshaus und später als Gasthaus genutzt.
Allein verantwortlich zeichnete Josef Linder für die Mietshäuser Philippstr. 22 – 24 für den Stadtrat und die Häuser Philippstr. 18 – 20 für die Bau- und Siedelungsgenossenschaft (Pläne von 1921).
Linder plante 1924 in Penzberg auch das Viertel zwischen Karlstraße, Philippstraße, Alpenstraße und Zugspitzstraße mit den sogenannten Kaffeemühlenhäusern (Arbeiterwohnhaus mit zwei Wohnungen) für die Bau- und Siedlungsgenossenschaft und 1925/26 das ebenfalls denkmalgeschützte Altersheim.
Sein wichtigstes Bauwerk ist die 1927/28 errichtete Stadthalle Penzberg, die von 2014 bis 2017 nach denkmalpflegerischen Aspekten in den Zustand von 1928 versetzt wurde.
Das von ihm geplante ehemalige Feuerwehrhaus in Haar von 1929 und das benachbarte Doppelhaus (ehemalige Beamtenwohnungen, errichtet 1927) stehen ebenfalls unter Denkmalschutz.